# Канепа
Канепа (італ. Canepa) — село (італ. curazia) у державі Сан-Марино. Територіально належить до муніципалітету Сан-Марино.